# 新田路
新田路（Sintian Rd.）為高雄市新興區、前金區及苓雅區的東西向道路，起端銜接民權街，末端為海邊路。因道路周邊鄰近新堀江商圈、漢神百貨，是高雄市區商業活動發達的道路之一。

## 行經行政區域
- 新興區
- 前金區
- 苓雅區

## 沿線設施
（由東至西）
- 美廉社新興新田店
- 臺灣中油林森二路站
- 新堀江
- 7-ELEVEN新堀江門市
- 中華郵政高雄新田郵局
- 台灣大哥大高雄新田直營服務中心
- 7-ELEVEN新田門市
- 九乘九文具專家高雄中山店
- 新堀江三Times停車場
- 7-ELEVEN文東門市
- 新田路公共停車場
- 多那之高雄漢神門市
- 漢神百貨
  - 漢來大飯店
- 臺灣銀行成功分行
- 佛光山高雄佛教堂
- 經濟部標準檢驗局高雄分局
- 光榮碼頭

## 公共自行車
- 高雄市公共自行車租賃系統：
  - 海邊新田路口：海邊路/新田路(西南側)

## 相關連結
- 高雄市主要道路列表